# Skumringslandet
Skumringslandet ("skymningslandet") är en norsk thrillerfilm från 2014 i regi av Paul Magnus Lundø, med Sverre Anker Ousdal, Kim Bodnia, Leif Nygaard, Ewen Bremner och Jørgen Langhelle i huvudrollerna. Den utspelar sig 1348 och handlar om en man som letar efter sin bror. Brodern har försvunnit efter att ha misstänkts stå i förbund med djävulen och ligga bakom flera grymma mord. Filmen spelades in i Sokndal i södra Rogaland under sensommaren och hösten 2011. I slutskedet av inspelningen skedde en sjöolycka som resulterade i en producents och en B-fotografs död. Detta ledde till att filmen sköts upp och det var ett tag osäkert om den överhuvudtaget skulle färdigställas. Filmen hade slutligen norsk premiär 10 oktober 2014.

## Mottagande
Morten Ståle Nilsen skrev för Verdens Gang: "Skumringslandet lyckas fint med att skapa en black metal-vänlig atmosfär. Medeltidsbyn som är uppbyggd i Blåfjell ser absolut trovärdig ut, och fotoarbetet är ofta stämningsfullt – inte minst de många bilderna på folk som bär på facklor i gruvorna. Därefter är man tvungen att nämna att repet som används i samma gruvor helt uppenbart är köpt på Jernia, och att Skumringslandet – ingen hemsk film, men inte en lyckad heller – har många problem." Ståle Nilsen fortsatte: "Filmen har en onaturlig prägel och ett orytmiskt tempo. ... Handlingen blir förvirrande, trots att den är simpel som en barntimmessaga. ... Ousdal och Jørgen Langhelle tar professionellt nog filmen på största allvar, dessvärre med milt komiska resultat." Gunnar Iversen, professor i filmvetenskap vid Norges teknisk-naturvetenskapliga universitet, analyserade filmen för Montages. Iversen införde filmen i en tradition där norsk historiefilm ofta har förlagts till just 1300-talet, med exempel som Kristin Lavransdotter och Anja Breiens medeltidsfilmer. Iversen kopplade även ihop Skumringslandet med samtida spänningsfiktion: "Skumringslandet är en historiefantasi som projicerar samtidselement från genrefilm och genretelevision tillbaka till medeltiden; CSI och paranoida konspirationsthrillers ser ut att vara Lundøs främsta inspirationskällor." Iversen skrev vidare: "Sin begränsade budget till trots får Paul Magnus Lundø mycket ut av pengarna, och resultatet är intressant, trots uppenbara svagheter i rytm och berättande."